# Bathypogon pedanus
Bathypogon pedanus là một loài ruồi trong họ Asilidae. Bathypogon pedanus được Walker miêu tả năm 1849. Loài này phân bố ở miền Australasia.